# Deutscher Musical Theater Preis 2022

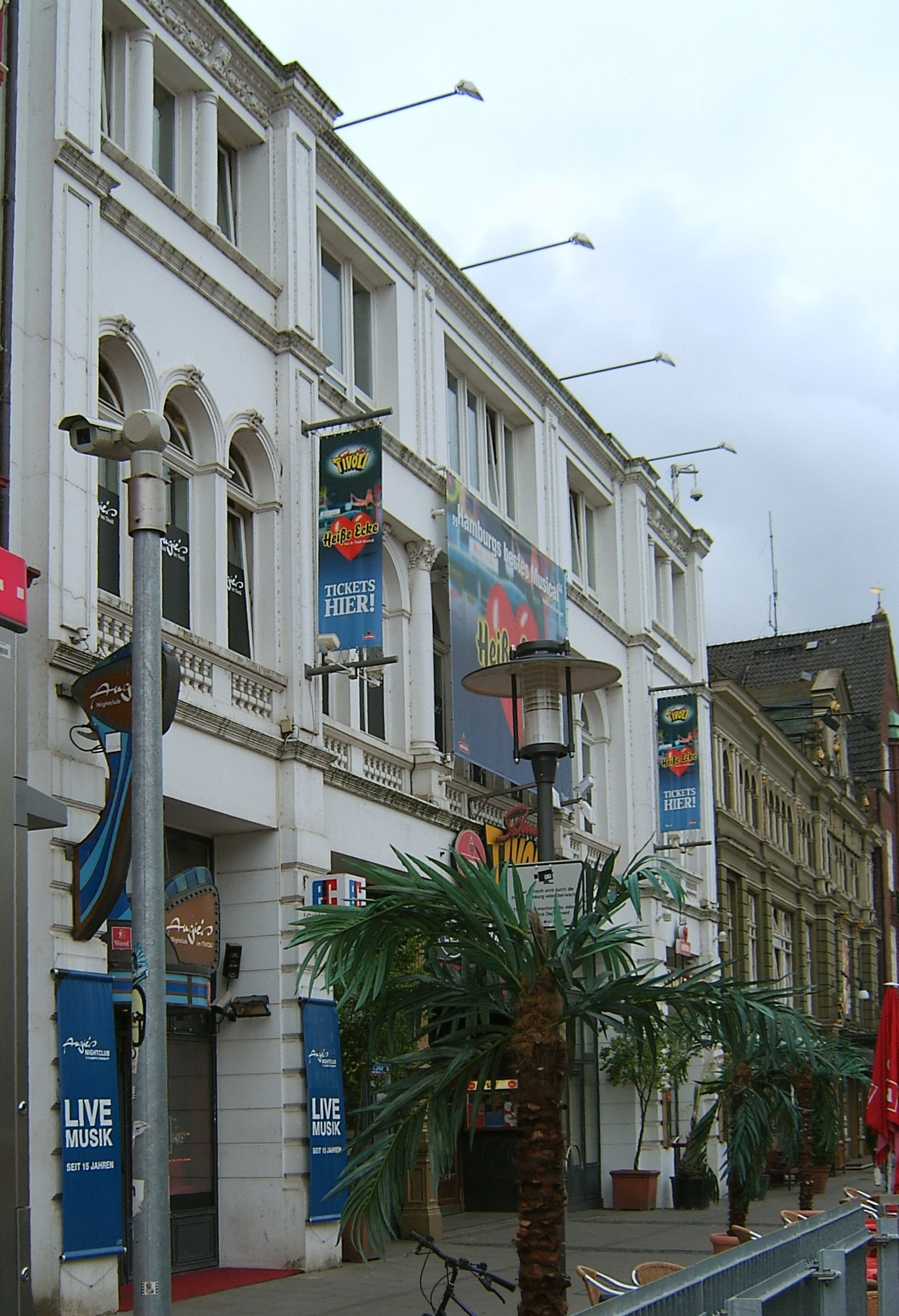
Schmidts Tivoli in Hamburg

Der Deutsche Musical Theater Preis 2022 wurde während einer Gala am 10. Oktober 2022 in Schmidts Tivoli in Hamburg vergeben. Mit sieben Nominierungen und vier Auszeichnungen ging Ku’damm 56 als großer Gewinner der Preisverleihung hervor. 

## Auswahlverfahren und Jury
Die Jury der Deutschen Musical Akademie wählte aus allen Bewerberproduktionen aus Deutschland, Österreich und der Schweiz der Spielzeit 2021–2022 die Nominierten für den Deutschen Musical Theater Preis 2022 aus. Diese Jury bestand aus:
- Mathias Fischer-Dieskau (Bühnenbildner)
- Andreas Frane (Dramaturg)
- Julie Denise Hyangho (Choreografin)
- Elisabeth Köstner (Darstellerin)
- Marian Lux (Komponist)
- Kira Primke (Darstellerin)
- Dirk Schattner (Autor, Regisseur, Dramaturg)

Schirmfrau der Preisverleihung war die Staatsministerin für Kultur und Medien Claudia Roth.

## Nominierte und Gewinner
Die Gewinner wurden bei der Gala-Veranstaltung am 10. Oktober 2022 im Schmidts Tivoli in Hamburg bekannt gegeben. Moderiert wurde der Abend von Bodo Wartke und Melanie Haupt. Der Preis wurde wie gewohnt in 14 Kategorien verliehen.
Bestes Musical

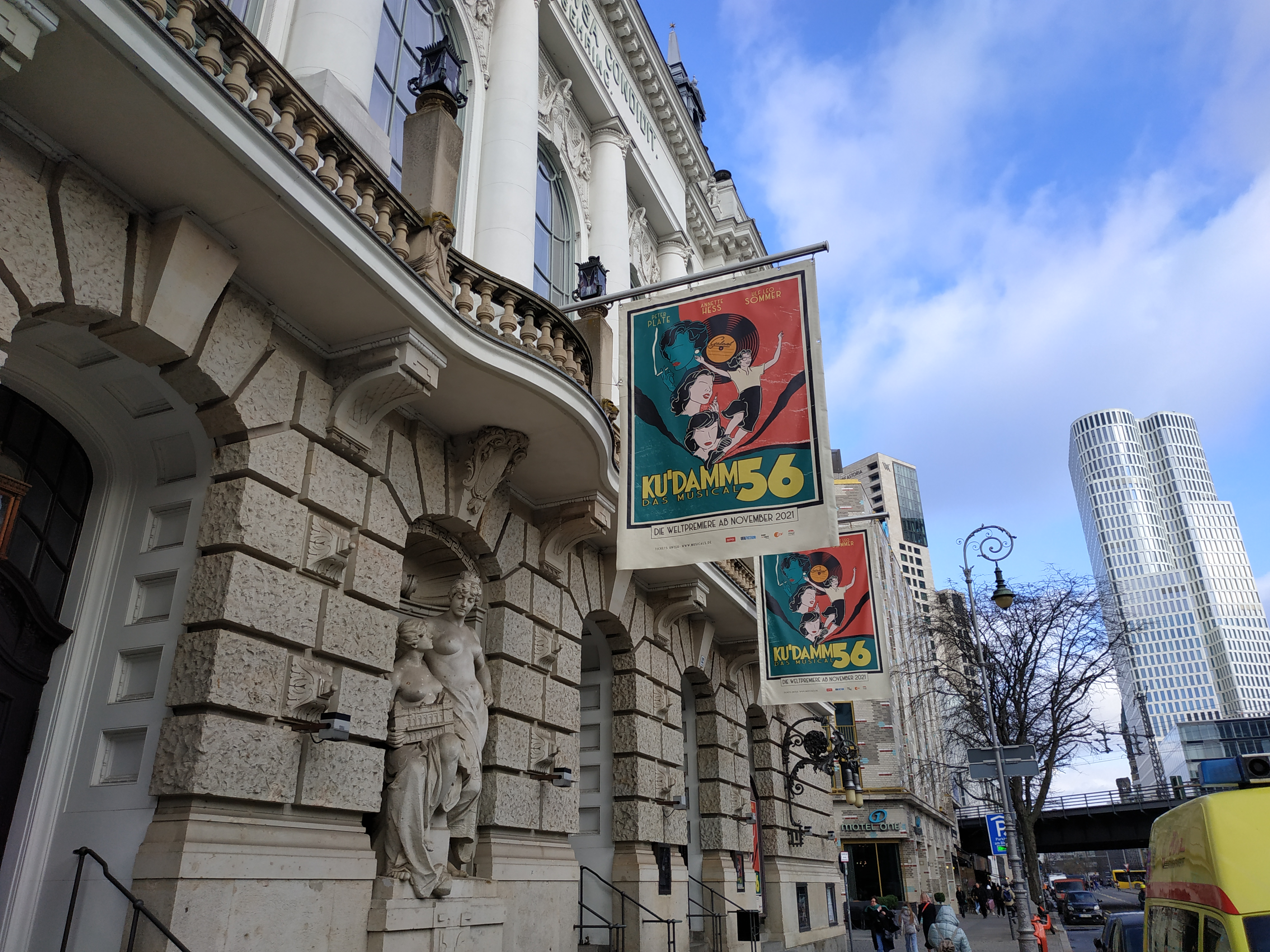
Mit sieben Nominierungen und vier Auszeichnungen ging das am Theater des Westens gespielte Musical Ku’damm 56 als großer Gewinner der Preisverleihung hervor

Ku’damm 56; Theater des Westens (Berlin)
- Anne of Green Gables; Theater der Jugend (Wien)
- Fanny und Alexander; Landestheater Linz (Linz)

Bestes Revival
Der Besuch der alten Dame; Freilichtspiele Tecklenburg (Tecklenburg)
- Robin Hood; Bühne Baden (Baden)
- Space Dream; Maag-Halle (Zürich)

Beste Komposition
Peter Plate, Ulf Leo Sommer, Daniel Faust & Joshua Lange für Ku’damm 56; Theater des Westens (Berlin)
- Wolfgang Böhmer für Drosselbart!; Brüder Grimm Festspiele Hanau (Hanau)
- Alex Geringas & Joachim Schlüter für Knockin‘ on Heaven’s Door; in bocca al lupo GmbH, Stadttheater Fürth (Fürth)

Bestes Buch
Hakan Savaş Mican für Berlin Karl-Marx-Platz; Neuköllner Oper (Berlin)
- Thomas Birkmeir für Anne of Green Gables; Theater der Jugend (Wien)
- Johannes Kram für Operette für zwei schwule Tenöre; BKA-Theater (Berlin)

Beste Liedtexte
Johannes Kram für Operette für zwei schwule Tenöre; BKA-Theater (Berlin)
- Peter Lund für Drosselbart!; Brüder Grimm Festspiele Hanau (Hanau)
- Christoph Silber, Mirco Vogelsang & Gil Mehmert für Knockin‘ on Heaven’s Door; in bocca al lupo GmbH, Stadttheater Fürth (Fürth)

Bestes Musikalisches Arrangement
Markus Syperek für Paradise Lost – The Genesis of Musical; Neuköllner Oper (Berlin)
- Wolfgang Böhmer für Drosselbart!; Brüder Grimm Festspiele Hanau (Hanau)
- Gisle Kverndokk für Fanny und Alexander; Landestheater Linz (Linz)

Beste Regie
Thomas Birkmeir für Anne of Green Gables; Theater der Jugend (Wien)
- Christoph Drewitz für Drosselbart!; Brüder Grimm Festspiele Hanau (Hanau)
- Matthias Davids für Fanny und Alexander; Landestheater Linz (Linz)

Beste Choreografie
Bart De Clercq für Der Besuch der alten Dame; Freilichtspiele Tecklenburg (Tecklenburg)
- Kaj-Louis Lucke für Anne of Green Gables; Theater der Jugend (Wien)
- Jonathan Huor für Ku’damm 56; Theater des Westens (Berlin)

Bestes Bühnenbild
Andrea Ferraro, Karl Thomann, Alexander Dieterle & Jochen Frank Schmidt für Tommy Tailors Traumfabrik; Gloria-Theater (Bad Säckingen)
- Michael D. Zimmermann für Das Cabinet des Doktor Caligari; Tiroler Landestheater (Innsbruck)
- Andrew D. Edwards für Ku’damm 56; Theater des Westens (Berlin)

Bestes Kostüm- / Maskenbild
Anke Küper, Kerstin Laackmann & Wiebke Quenzel für Drosselbart!; Brüder Grimm Festspiele Hanau (Hanau)
- Susanne Hubrich für Fanny und Alexander; Landestheater Linz (Linz)
- Helena Joos, Vanessa Vario, Dorothee Schmitz, Jochen Frank Schmidt, Daniela Malina, Ruth Nowack & Ester Barbisch für Tommy Tailors Traumfabrik; Gloria-Theater (Bad Säckingen)

Beste Darstellerin in einer Hauptrolle
Katja Uhlig für Ku’damm 56; Theater des Westens (Berlin)
- Sandra Leitner für Ku’damm 56; Theater des Westens (Berlin)
- Ulrike Figgener für Robin Hood; Bühne Baden (Baden)

Bester Darsteller in einer Hauptrolle
Michael Ophelders für Brigitte Bordeaux; Burgfestspiele Mayen (Mayen)
- David Arnsperger für Fanny und Alexander; Landestheater Linz (Linz)
- Dominik Hees für Knockin‘ on Heaven’s Door; in bocca al lupo GmbH, Stadttheater Fürth (Fürth)

Beste Darstellerin in einer Nebenrolle
Kira Primke für Brüderchen und Schwesterchen; Brüder Grimm Festspiele Hanau (Hanau)
- Johanna Haas für Brüderchen und Schwesterchen; Brüder Grimm Festspiele Hanau (Hanau)
- Mirjam Wershofen für Paradise Lost – The Genesis of Musical; Neuköllner Oper (Berlin)

Bester Darsteller in einer Nebenrolle
David Nádvornik für Ku’damm 56; Theater des Westens (Berlin)
- Max Niemeyer für Fanny und Alexander; Landestheater Linz (Linz)
- Christian Schöne für Robin Hood – Das Musical; spotlight musicals GmbH, Schlosstheater Fulda (Fulda)

Sonderpreis der Jury
- Iris Limbarth (für die Nachwuchsförderung am Jungen Staatsmusical Wiesbaden)[1]

Ehrenpreis
- Angelika Milster